# 利伯蒂镇区 (艾奥瓦州约翰逊县)
利伯蒂鎮區（英語：Liberty Township）是位於美國愛荷華州約翰遜縣的一個行政鎮區。

## 地方資料
根據2010年美國人口普查的數據，利伯蒂鎮區的面積為58.79平方千米，當中陸地面積為58.48平方千米，而水域面積為0.31平方千米。當地共有人口1104人，而人口密度為每平方千米18.78人。